# 柯特妮·考克斯
柯特妮·貝斯·考克斯（英語：Courteney Bass Cox，1964年6月15日—)，美国女演员、模特兒，因演出電視劇《六人行》和電影《驚聲尖叫》而成名。於1999年與一同演出《驚聲尖叫》系列的大衛·艾奎特結為連理，後於2013年分居。

## 简历

### 早期生活
覺絲出生於美國阿拉巴馬州伯明翰：她的父親Richard L. Cox(1931年1月28日—2001年9月3日)是一個商人，她的母親Courteney (1934年9月—)是一個家庭主婦。她有兩個姐姐Dottie Pickett、Virginia Cox，一個哥哥Richard, Jr.，還有9個非親生兄弟姊妹。她的父母於1974年離婚。她的父親最終到佛羅里達州巴拿馬城經營公司。覺絲與母親和繼父商人Hunter Copeland一起生活。
覺絲於小鎮Mountain Brook長大，並曾經於就讀的Mountain Brook高級中學做過啦啦隊隊長、網球運動員和游泳運動員。她於1982年畢業後到華盛頓Mount Vernon學院攻讀建築和室內設計，但一年後為簽約紐約福特模特兒代理公司而放棄學業，還於期間學習了演藝課程。

### 事业
考克斯於1984年於歌手布魯斯·斯普林斯汀的音樂影片“Dancing in the Dark”中飾演一个被他拉上舞台並共舞26秒的女孩。她更因於1985年於丹碧絲（Tampax）的卫生棉廣告中於美国电视历史上第一次使用“period”表達月經的意思而名噪一时。她早期演出的电影有《決勝時空戰區》（Masters of the Universe，1987）及《魔茧归来》（Cocoon: The Return，1988），至於演出的电视剧有：1985年的电视剧《超人特攻隊》（Misfits of Science）、1987年至1989年的电视剧《一家親》（Family Ties）並飾演迈克爾·J·福克斯最后一个女朋友及1994年的电视剧《宋飛傳》並客串Jerry的女朋友兼假妻子Meryl。
她自從於1994年演出金·凱瑞的电影《王牌威龍》（Ace Ventura: Pet Detective）后，便獲得将来热播的电视剧《六人行》（Friends）（1994年到2004年）中Monica Geller的角色：正是这个角色令她日后成为炙手可热的演員。由于该剧超乎預料的成功和流行，包括她在内的六个主要演员都成为家喻户晓的人物，但她却是他們中唯一一个没有获得艾美奖提名的演员。
她於拍摄《六人行》期间还演出了广获好评的好莱坞电影系列《惊声尖叫》（1996年）、《惊声尖叫2》（1997年）及《惊声尖叫3》（2000年）及其他電影如《The Runner》、《3000 Miles to Graceland》及《The Shrink is In》等，但都不能與《六人行》的成功程度相提并论。她還於2003年参与制作电视剧《Mix It Up》。
她拍畢《六人行》后，《绝望的主妇》的制片人Marc Cherry觉得她是女主角蘇珊·梅耶的第一人选而向她发出邀请，但由于她當時有孕在身，所以不适合演出而改由泰瑞·海契饰演。
她於2007年與大衛·阿奎特参与制作电视剧《星級醜聞》（Dirt）並飾演一个小报编辑Lucy Spiller。及於2009年與ABC电视工作室（前身是Touchstone Television）签约演出电视剧《熟女鎮》（Cougar Town）。
她还演出了獨立电影《November》（2005年）、與Tim Allen演出饱受嘲笑的電影《Zoom》、重拍電影《監獄瘋球》（The Longest Yard）並飾演亞當·山德勒的女朋友、为动画電影《Barnyard》配音及演出《惊声尖叫4》（2011年）。
2023年2月27日，榮獲電視類的好萊塢星光大道上第2,750顆星。

### 个人生活
考克斯與演员米高·基頓於1989年至1995年有过一段6年的恋爱关系。她期後與Counting Crows乐队的歌手Adam Duritz约会（Duritz还与六人行的另一位演員詹妮弗·安妮斯顿约会过）并於1997年演出过歌曲《A Long December》音樂影片。
她於1996年拍摄《惊声尖叫》時邂逅了演員大衛·阿奎特，两人于1999年6月12日於美國加利福尼亞州三藩市舉行了主教式婚礼。他們都在自己的结婚戒指上刻上了同一句誓言：A deal's a deal（“同意了就是同意了”）。尽管她有时会用她的婚后全名“Courteney Cox Arquette”，但她还是继续通常使用大眾熟知的“Courteney Cox”。
她於2004年6月13日（40歲生日前兩天）誕下了他们第一个女嬰Coco Riley Arquette，他们本来打算让孩子跟從考克斯妈妈的名字而取名Courteney Cox Arquette的，但丈夫家人坚决反对，因为让孩子跟一个在世的亲戚的名字是有悖犹太教的传统的。Coco当考克斯还小的时候她的一个朋友给她的妈妈起的昵称。考克斯的密友，同时也是六人行的联合主演之一的詹妮弗·安妮斯顿是孩子的干妈。
她於2010年10月11日宣布和大衛·阿奎特（David Arquette）分居，並於2012年6月13日向洛杉磯高等法院以難以彌補的分歧為理由申請離婚。

## 电视作品
- As the World Turns（1984年出演）
- Code Name: Foxfire (1985)
- 《超人特攻隊》 Misfits of Science (1985-1986)
- Murder, She Wrote（“Death Stalks the Big Top”上下集中的客串明星（1986）)
- Sylvan in Paradise (1986)
- If It's Tuesday, It Still Must Be Belgium (1987)
- 《一家親》（Family Ties1987年－1989年间出演）
- Till We Meet Again (1989)
- 《宋飛傳》 Seinfeld（1994年3月17日客串）
- 《六人行》（Friends，1994年－2004年出演）
- 《星級醜聞（英语：Dirt (TV series)）》（Dirt，2007年至2008年）
- 《熟女當道》（Cougar Town，2009至2015年）
- 《闪谷》（shining vale) 2022年